# Charançon du cotonnier
 (décembre 2024).
Anthonomus grandis
Espèce
Le charançon du cotonnier ou ver de la capsule du cotonnier (Anthonomus grandis) est une espèce d'insectes coléoptères de la famille des Curculionidae. Les adultes mesurent en moyenne six millimètres de long. Il est considéré comme un insecte ravageur, surtout aux États-Unis, où les pouvoirs publics tentèrent de l'éradiquer durant le XXe siècle.

## Comportement
Les adultes consomment les jeunes feuilles et les femelles pondent un œuf dans le fruit (ou capsule) du cotonnier. L'œuf se développe en même temps que le bourgeon et la jeune larve qui en émerge au bout de deux ou trois jours commence à manger la bourre entourant le fruit. Quelques jours après la larve se métamorphose, bientôt un adulte quitte le bourgeon. L'intégralité du cycle prend deux à trois semaines. Comme une femelle peut pondre 300 œufs, la reproduction de l'insecte est extrêmement rapide.

## Développement et tentatives d'éradication aux États-Unis
La région d'origine de cette espèce se situe près du Río Grande à proximité de Brownsville (Texas), avant d'envahir plus tard l'intégralité des États-Unis à partir du Mexique en 1892, favorisé par l'expansion de la culture du coton.
L'État du Texas, constatant l'ampleur des dégâts, embauche un entomologiste en 1899 et offre une prime de 50 000 dollars pour la découverte d'une méthode d'éradication de l'insecte, sans succès. Aussi, l'État réclame une aide fédérale. Les premières mesures recommandées consistent à planter tôt dans l'année des variétés précoces et de brûler tous les résidus de la récolte. Malgré quelques expérimentations en pleins champs montrant l'efficacité de ces mesures, les fermiers ne sont pas convaincus.
En 1904, l'insecte est signalé en Louisiane, puis traverse le Mississippi en 1908. Il atteint le sud-est de l'Alabama. Il devient alors l'insecte nuisible le plus destructeur de l'Amérique du Nord. Au milieu des années 1920, il touche toutes les surfaces de production de coton des États-Unis. Au milieu de l'année 1921, le charançon atteint la Caroline du Sud. Pendant les années 1920, l'insecte contribue à appauvrir les fermiers du sud des États-Unis, également touchés par la grande dépression. Le gouvernement américain ouvre des laboratoires au Texas, en Louisiane et en Caroline du Sud.

### La lutte contre le ravageur
Depuis le début du XXe siècle, de nombreuses méthodes ont été proposées pour lutter contre l'insecte. Ainsi, on a proposé de passer une sorte de herse au milieu des cultures afin d'endommager les capsules et d'exposer les larves à la lumière afin de les tuer. On a aussi préconisé l'incendie régulier, à l'aide de pétrole, des champs durant plusieurs jours de suite afin de tuer tous les adultes. Enfin, on promeut la protection des oiseaux prédateurs des insectes et la prohibition de la chasse aux passereaux. L'entomologiste Orator F. Cook préconise en 1904 de rechercher les prédateurs spécifiques du charançon, sans plus de succès.
L'utilisation de produit chimique par pulvérisation aérienne date des années 1920. Il s'agit alors de produits à base d'arsenic. Le fait que le coton n'est pas une culture destinée à être mangée permet d'utiliser des produits toxiques par ingestion en grandes quantités.

### L'ère du DDT
Après la Seconde Guerre mondiale, l'apparition de nouveaux pesticides tels que le DDT permet d'augmenter encore plus les surfaces agricoles consacrées à la culture du coton, mais entraîne de nouveaux problèmes environnementaux (parmi lesquels la destruction des ennemis naturels du charançon, favorisant du même coup sa survie). Les difficultés rencontrées par la production entraînent l'augmentation du coût du coton à un moment où il est en compétition avec les textiles synthétiques. Le DDT est bientôt remplacé par des produits au phosphore mais après de bons résultats, les premiers insectes résistants apparaissent rapidement.

### La recherche de méthodes alternatives
Dans les années 1950, le succès obtenu dans le contrôle du diptère Cochliomyia hominivorax, qui cause des myiases chez le bétail, incite à appliquer la même méthode au contrôle du charançon. On a réussi à contrôler Cochliomyia en lâchant de grandes quantités de mâles stériles afin de leurrer les femelles. Celles-ci ne s'accouplant qu'une seule fois, chaque femelle a une grande probabilité de s'accoupler avec un mâle stérile et donc de ne donner aucune descendance. Malheureusement, la méthode de stérilisation par radiation utilisée pour le diptère tue le charançon.
Il faut donc développer d'autres méthodes. La maîtrise des techniques de stérilisation, associée à des lâchers à des moments précis (au début de la saison lorsque les femelles sont encore en nombre limité) permet d'obtenir de bons résultats. En 1960, le ministère de l'Agriculture inaugure un laboratoire de recherche d'un million de dollars au State College du Mississippi.
À la fin des années 1960, on développe l'utilisation de pièges à base de phéromones. C'est en 1969 qu'une équipe d'entomologistes détermine la phéromone que dégagent les mâles pour attirer les femelles, l'isolation des quatre molécules organiques ayant nécessité la distillation de 4,5 millions de charançons. La synthèse de ces molécules est commercialisée sous le nom de Grandlure. On imprègne de Grandlure un papier de cigarette enduit également de colle. Les femelles attirées par la phéromone viennent se poser sur le papier et sont alors retenues prisonnières. Toutefois, les mâles sont également attirés par la phéromone, et leur arrivée, souvent en grand nombre, contribue à attirer les femelles. En 1978, un essai est effectué en Caroline du Nord afin de déterminer si l'éradication du charançon des régions productrices était réalisable. À la suite de la réussite de cette tentative, de nombreux programmes d'éradication sont lancés dans les années 1980. Ils sont fondés sur la coopération de tous les cultivateurs auxquels vient en aide le Service d'inspection sanitaire agricole et vétérinaire (APHIS) du ministère de l'agriculture des États-Unis. Le programme réussit à éradiquer le charançon des deux Virginie, des deux Caroline, de la Géorgie, de la Floride, du sud de l'Alabama, de la Californie et de l'Arizona.
La pression est constante afin d'éradiquer le charançon du reste des États-Unis. La culture du coton n'est autorisée qu'à la condition de participer au programme d'éradication. Une surveillance constante est exercée afin de prévenir tout retour de l'insecte. Certains entomologistes estiment que le succès de ce programme est autant dû aux efforts humains qu'à la prédation exercée par la fourmi de feu (Solenopsis invicta) importée accidentellement du Brésil. On estimait, en 1985, que la moitié des pesticides utilisés aux États-Unis l'était pour la culture du coton.

## Présence en dehors des États-Unis
Le charançon a été trouvé au Brésil dans les années 1980 et en Argentine en 1993. Il fait l'objet de surveillance de la part des autres pays producteurs afin d'éviter toute autre introduction y compris en Europe (voir la directive no 2001/32/CE concernant la Grèce et l'Espagne).

## Le charançon dans la culture américaine

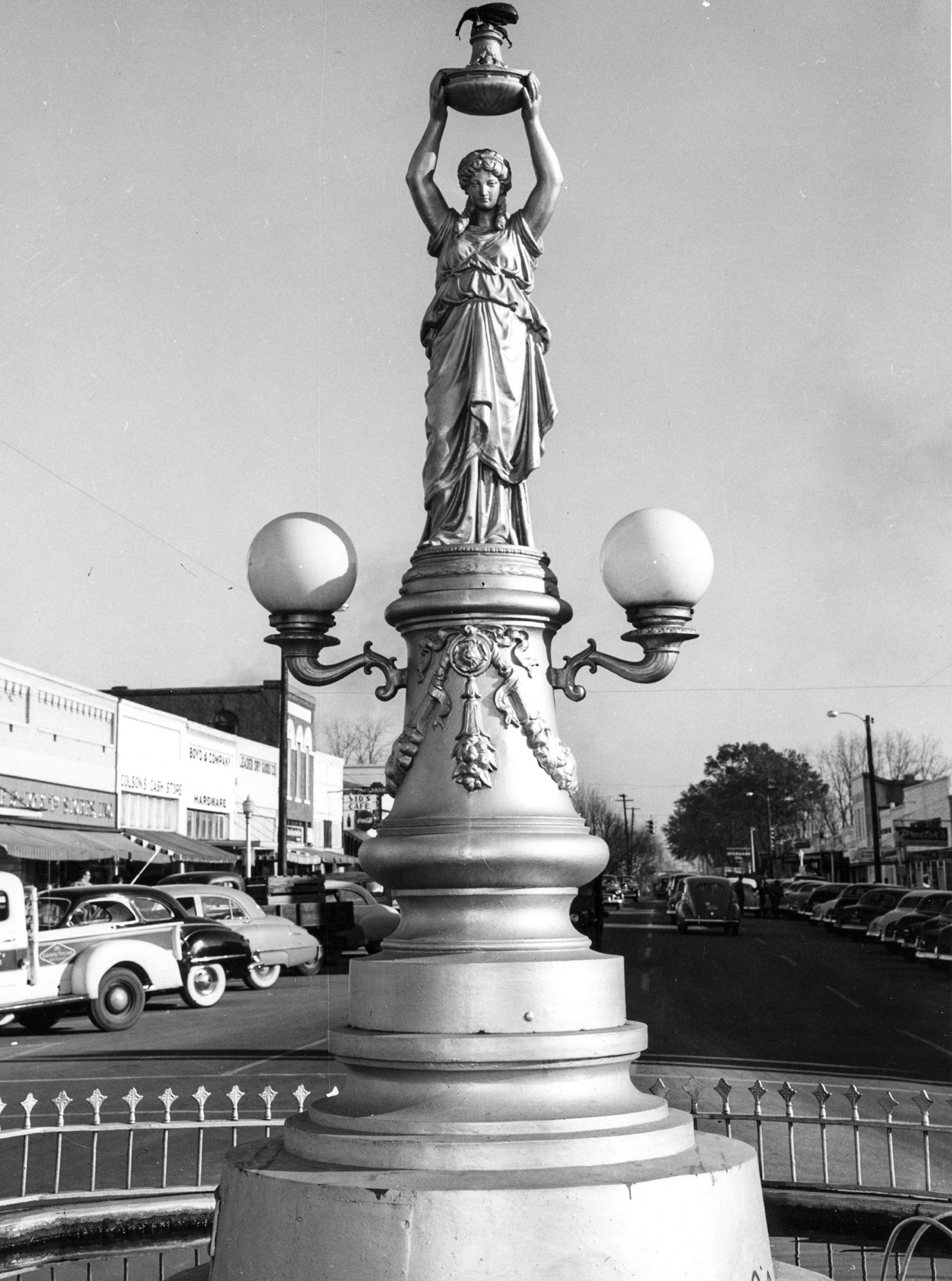
Le Boll Weevil Monument dans les années 1940.

Le 11 décembre 1919, les citoyens de la ville d'Enterprise (Alabama) dressent un monument à la gloire de ce charançon, le fléau qui avait ravagé leurs plantations, mais obligé les habitants à développer une production industrielle et à se tourner vers une agriculture plus diversifiée notamment grâce à la production d'arachides. Grâce à ces mesures, la ville devint prospère.
L'animal est ainsi le sujet de plusieurs chansons de blues, et on appelait ainsi un groupe de membres démocrates du Congrès venant du Sud du pays.
Dans l'épisode 17 de la saison 3 de la série Les Mystères de l'Ouest , La nuit du mannequin, West et Gordon traquent les membres d'une association criminelle qui essaye de disséminer les larves d'Anthonumus grandis à travers les États-Unis, cachées dans des mannequins de mode transportés par un réseau de diligences.

## Étymologie
- Anthonomus : signifie " ulcère de fleur ", faisant référence aux dégâts sur les fleurs causés par l'animal.
- grandis : dont le sens, compte tenu de la taille de l'animal, est assez mystérieux.